# Гудмундур Арнлаугссон
Гвюдмюндюр Арнлёйхссон (исл. Guðmundur Arnlaugsson; 1 сентября 1913, Рейкьявик — 9 ноября, 1996, Рейкьявик) — исландский шахматист.

## Биография
В 1936 году закончил математический факультет Копенгагенского университета. Позже работал учителем в средней школе в Копенгагене. После Второй мировой войны вернулся в Исландию. Был учителем в различных учебных заведениях. За свою деятельность в области народного образования получил степень почётного доктора Исландского университета.
С конца 1930-х до середины 1950-х был одним из ведущих шахматистов Исландии. В 1949 году победил на чемпионате Исландии по шахматам.
Представлял Исландию на крупнейших командных шахматных турнирах:
- в шахматных олимпиадах участвовал три раза (1939, 1952-1954). В 1939 году в Буэнос-Айресе на шахматной олимпиаде завоевал индивидуальную золотую медаль за победу на запасной доске в финале Б.
- в неофициальной шахматной олимпиаде участвовал в 1936 году[2].

С начала 1970-х стал известен как судья шахматных турниров. В 1972 году получил звание международного арбитра ФИДЕ. В 1981 году был одним из судьей на матче за звание чемпиона мира по шахматам между Анатолием Карповым и Виктором Корчным. Работал также как шахматный обозреватель и популяризатор на Исландском радио и телевидении.